# Торпедо (футбольный клуб, Ижевск)
«Торпедо» — советский и российский футбольный клуб из Ижевска. В качестве команды мастеров основан не позднее 1991 года.

## Названия
- 1991 — «Сокол» (Сарапул)[1]
- 1992 — «Торпедо-УдГУ», «777-УдГУ» (Ижевск)
- 1993—1994 — «Торпедо» (Ижевск)[2]

## Ранние сведения
Имеются данные о выступлении команды «Торпедо» (Ижевск) в розыгрышах Кубка СССР сезонов 1937 и 1938. Также в 1939 и 1940 годах команда участвовала в Кубке РСФСР среди команд КФК.

## Результаты в 1991—1994 годах
| Год  | Первенство                                        | Место                                             | И                                                 | В                                                 | Н                                                 | П                                                 | Мячи                                              | О                                                 | Кубок                                      |
| ---- | ------------------------------------------------- | ------------------------------------------------- | ------------------------------------------------- | ------------------------------------------------- | ------------------------------------------------- | ------------------------------------------------- | ------------------------------------------------- | ------------------------------------------------- | ------------------------------------------ |
| 1991 | Вторая низшая лига СССР, зона 7                   | 20 из 22                                          | 42                                                | 6                                                 | 10                                                | 26                                                | 31-79                                             | 22                                                | 1/8 финала Кубка РСФСР для команд 2-й лиги |
| 1992 | Вторая лига России, зона 7                        | 15 из 18                                          | 34                                                | 8                                                 | 4                                                 | 22                                                | 44-74                                             | 20                                                | 1/512 финала Кубка России                  |
| 1993 | Вторая лига России, зона 6                        | 21 из 22                                          | 42                                                | 6                                                 | 3                                                 | 33                                                | 42-126                                            | 15                                                | 1/128 финала Кубка России                  |
| 1994 | Снялась до начала из-за отсутствия финансирования | Снялась до начала из-за отсутствия финансирования | Снялась до начала из-за отсутствия финансирования | Снялась до начала из-за отсутствия финансирования | Снялась до начала из-за отсутствия финансирования | Снялась до начала из-за отсутствия финансирования | Снялась до начала из-за отсутствия финансирования | Снялась до начала из-за отсутствия финансирования | 1/256 финала Кубка России (тех. поражение) |

## Высшие достижения
На уровне команд мастеров
- Во второй низшей лиге СССР — 20-е место (в зональном турнире второй низшей лиги, 1991 год).
- Во второй лиге России — 15-е место (в зональном турнире второй лиги, 1992 год).

На республиканском уровне
- Чемпион Республики Удмуртия: 1988, 2019, 2021[3]
- Серебряный призёр чемпионата Удмуртии: 1974, 2003, 2022[4], 2024[5]
- Бронзовый призёр чемпионата Удмуртии: 1987, 2020, 2023[6]
- Обладатель Кубка Удмуртии: 1999, 2000
- Финалист Кубка Удмуртии: 2020, 2021[7], 2022[8], 2023.